# Mellrichstadt
Mellrichstadt ist eine Stadt im unterfränkischen Landkreis Rhön-Grabfeld und der Sitz der Verwaltungsgemeinschaft Mellrichstadt.

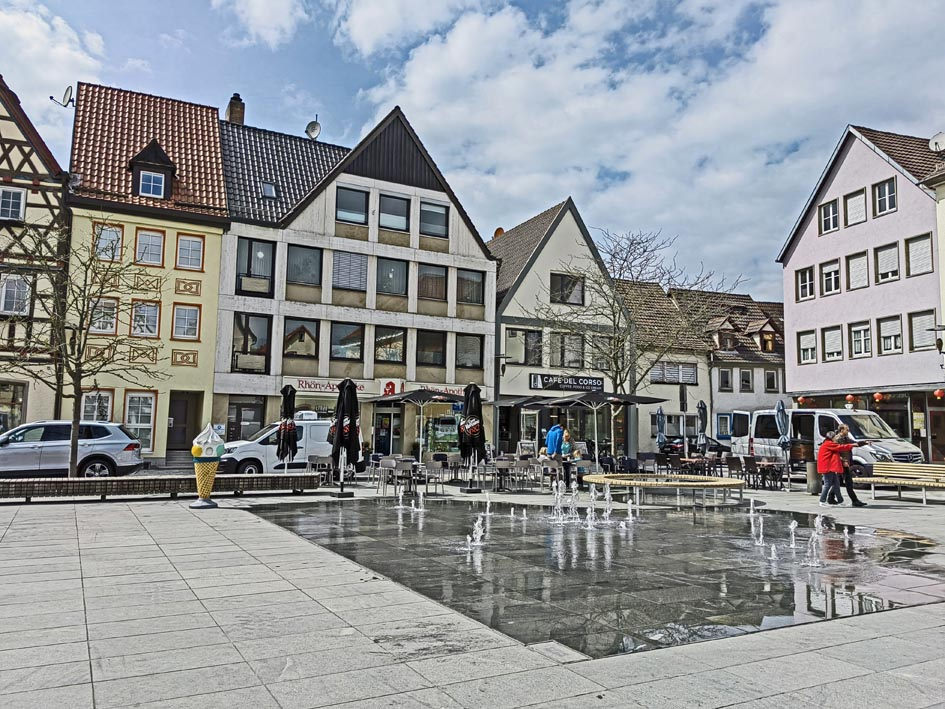
Häuserzeile am Marktplatz

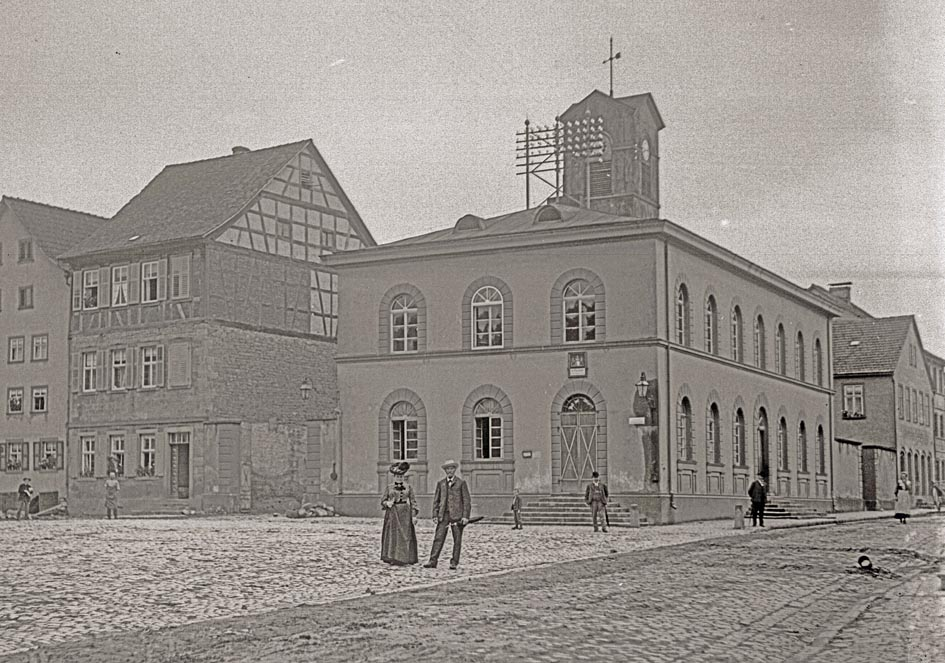
Rathaus fotografiert von Anton Tretter um 1900

## Geographie
Die Stadt liegt in der Region Main-Rhön an der Streu und am Fuße der Rhön. Durch Mellrichstadt führt der Fränkische Marienweg.

### Gemeindegliederung
Es gibt neun Gemeindeteile (in Klammern ist der Siedlungstyp angegeben):
- Bahra (Kirchdorf)
- Eußenhausen (Pfarrdorf)
- Frickenhausen (Pfarrdorf)
- Hainhof (Einöde)
- Mellrichstadt (Hauptort)
- Mühlfeld (Pfarrdorf)
- Reuthof (Weiler)
- Roßrieth (Kirchdorf)
- Sondheim (Pfarrdorf)

## Geschichte

### Bis ins frühe 19. Jahrhundert
Im Jahre 822 wurde Mellrichstadt erstmals als Madalrichistreuua urkundlich erwähnt. Weitere frühe Erwähnungen gab es unter den Namen Madalichesstrouue (845) und Madalrichesstat (889).
Der karolingische Königshof Madalrichesstat war Mittelpunkt des fränkischen Westergaues.
Im Jahre 1078 fand in der Umgebung des Ortes die Schlacht bei Mellrichstadt zwischen den Anhängern König Heinrich IV. und des Gegenkönigs Rudolf von Rheinfelden statt.
Bereits im 13. Jahrhundert war Mellrichstadt Besitz des Hochstiftes Würzburg und blieb es – obschon mehrmals verpfändet und wieder eingelöst – durch die Jahrhunderte. Nach dem Erlöschen der burggräflichen Linie der Grafen von Henneberg um 1219 versuchte der Bischof von Würzburg, die mit dem Burggrafenamt verbundenen Lehen des Hochstifts einzuziehen. Es kam zu einer erbitterten Auseinandersetzung, die mit dem Verzicht des Grafen Poppo von Henneberg auf Mellrichstadt und Meiningen endete.
1232/33 erfolgte die Erhebung zur Stadt, die im Mittelalter Sitz einer bedeutenden Lateinschule war. Ab 1356 ist in Mellrichstadt ein mittelalterliches Leprosorium nachweisbar, das als Siechen- oder Leprosenhaus bezeichnet wurde. Das ehemalige Oberamt Mellrichstadt des Hochstiftes Würzburg wurde nach der Säkularisation 1803 zugunsten Bayerns 1805 Erzherzog Ferdinand von Toskana zur Bildung des Großherzogtums Würzburg überlassen und fiel mit diesem 1814 endgültig an Bayern. Im Zuge der Verwaltungsreformen in Bayern entstand mit dem Gemeindeedikt von 1818 die heutige Gemeinde, die auch Sitz eines Landgerichts war.

### Ab dem frühen 19. Jahrhundert

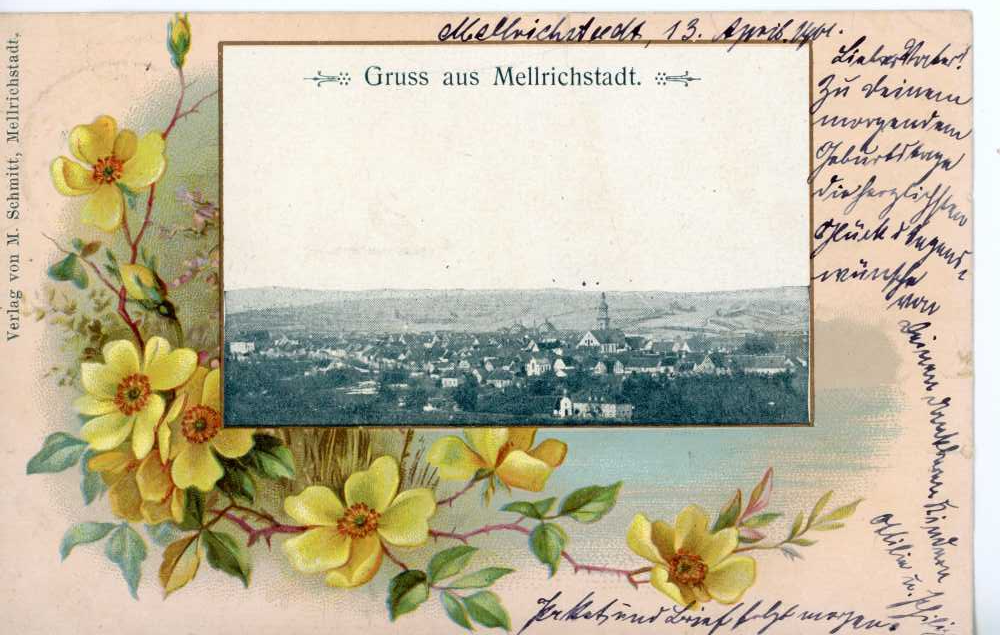
Mellrichstadt um 1901

Mindestens seit dem 19. Jahrhundert waren jüdische Familien in der Stadt ansässig. 1869 wurde der Jüdische Friedhof des Ortes angelegt. Die an der Hauptstraße 60 errichtete Synagoge wurde am 30. September 1938, noch vor dem Novemberpogrom 1938, von einer Gruppe Sudetendeutscher schwer beschädigt und anschließend abgerissen. An dem an gleicher Stelle errichteten Geschäftshaus erinnert seit 1988 eine mit schwarzer Schrift auf schwarzem Hintergrund ausgeführte Gedenktafel, die an der von der Hauptverkehrsstraße kaum sichtbaren Seite des Gebäudes angebracht ist, an dieses Geschehen.
Bis zum 30. Juni 1972 war Mellrichstadt die Kreisstadt des Landkreises Mellrichstadt. Seitdem ist Mellrichstadt nach Bad Neustadt und Bad Königshofen die drittgrößte Stadt im Landkreis Rhön-Grabfeld.
Im Kalten Krieg lag Mellrichstadt unmittelbar am Eisernen Vorhang. 1962 wurde die Hainberg-Kaserne der Bundeswehr fertiggestellt. Bis zur Aufgabe am 30. September 2006 waren dort das Panzergrenadierbataillon 352 mit zirka 1000 Soldaten und weitere Einheiten stationiert.

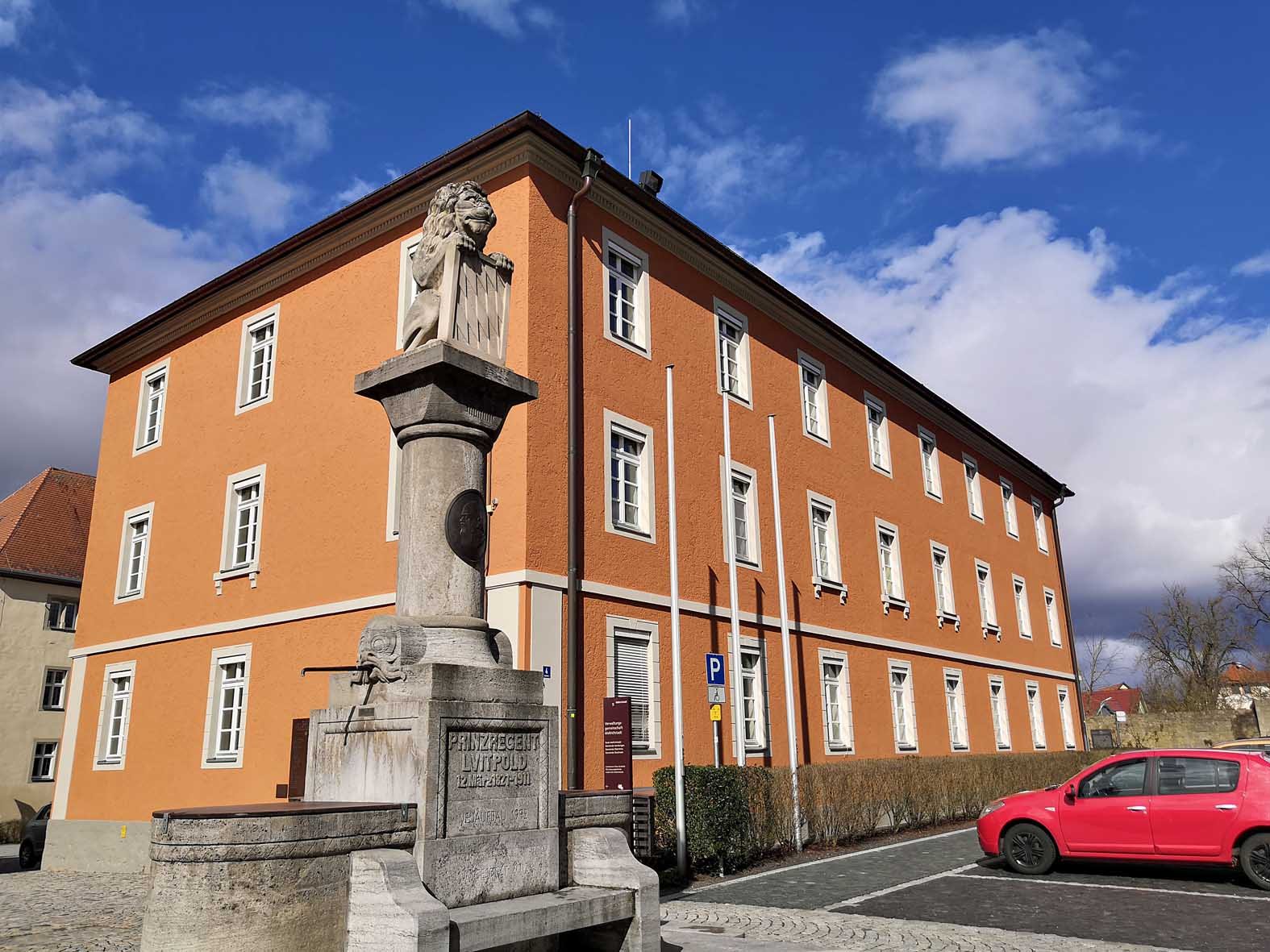
Luitpoldbrunnen vor dem Sitz der Verwaltungsgemeinschaft Mellrichstadt

### Eingemeindungen
Im Zuge der Gebietsreform in Bayern wurde am 1. April 1971 die Roßrieth eingegliedert. Am 1. Januar 1972 kam Frickenhausen hinzu. Bahra folgte am 1. April 1973. Die Reihe der Eingemeindungen wurde mit der Eingliederung von Eußenhausen am 1. Januar 1978 sowie von Mühlfeld und Sondheim am 1. Mai 1978 abgeschlossen.

### Einwohnerentwicklung
| Jahr      | 1840 | 1900 | 1939* | 1950* | 1961* | 1970* | 1987* | 1991 | 1995 | 2005 | 2010 | 2011* | 2015 | 2017 |
| Einwohner | 3259 | 3641 | 3989  | 5814  | 5908  | 6841  | 5968  | 6076 | 6328 | 6184 | 5808 | 5648  | 5563 | 5618 |

*: Volkszählung/Zensus
Im Zeitraum 1988 bis 2018 sank die Einwohnerzahl von 5901 auf 5525 um 376 Einwohner bzw. um 6,4 %. 1996 hatte die Stadt 6419 Einwohner.
Quelle: BayLfStat

## Politik

### Stadtrat

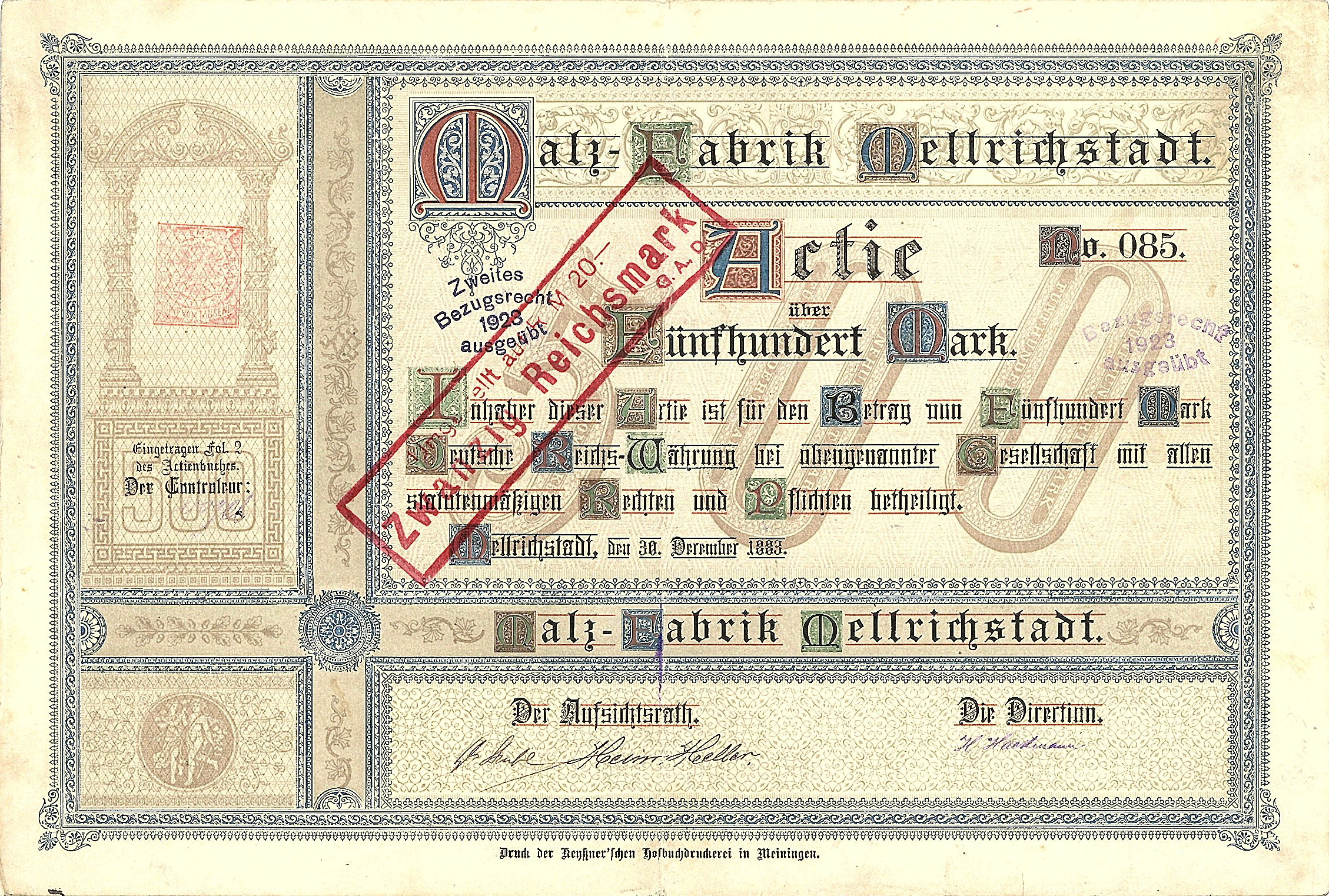
Gründeraktie der Malz-Fabrik Mellrichstadt (1883)

Die Kommunalwahl am 15. März 2020 führte zu folgender Zusammensetzung des Stadtrats:
| Partei / Liste                 | Stimmenanteil | Sitze |
| ------------------------------ | ------------- | ----- |
| CSU                            | 29,7 %        | 6     |
| SPD                            | 8,6 %         | 2     |
| Freie Wählergemeinschaft e. V. | 38,7 %        | 7     |
| Bürgerliste Eußenhausen        | 8,2 %         | 2     |
| Bürgerliste Mühlfeld           | 5,8 %         | 1     |
| Bürgerliste Frickenhausen      | 9,1 %         | 2     |

Es waren 4.485 Bürger wahlberechtigt, die Wahlbeteiligung lag bei 69 %.

### Bürgermeister
Vom 1. September 2006 an war Eberhard Streit Bürgermeister. Streit wurde über eine unabhängige Liste, unterstützt von Freien Wählern und SPD, zum Stadtoberhaupt gewählt. Im Juni 2012 wurde er mit 98,2 % der gültigen Stimmen im Amt bestätigt. Bei der Bürgermeisterwahl im März 2020 trat Streit nicht mehr an. In dieser konnte sich der Kandidat der Freien-Wählergemeinschaft, Michael Kraus, mit 53,6 % der Stimmen gegen Mitbewerber von CSU und SPD durchsetzen.
Bürgermeister seit 1873
- Nikolaus Morelli (Januar 1873 – Dezember 1878)
- Kaspar Mohr (Dezember 1878 – Dezember 1881)
- Kaspar Schnarz (Dezember 1881 – Oktober 1905)

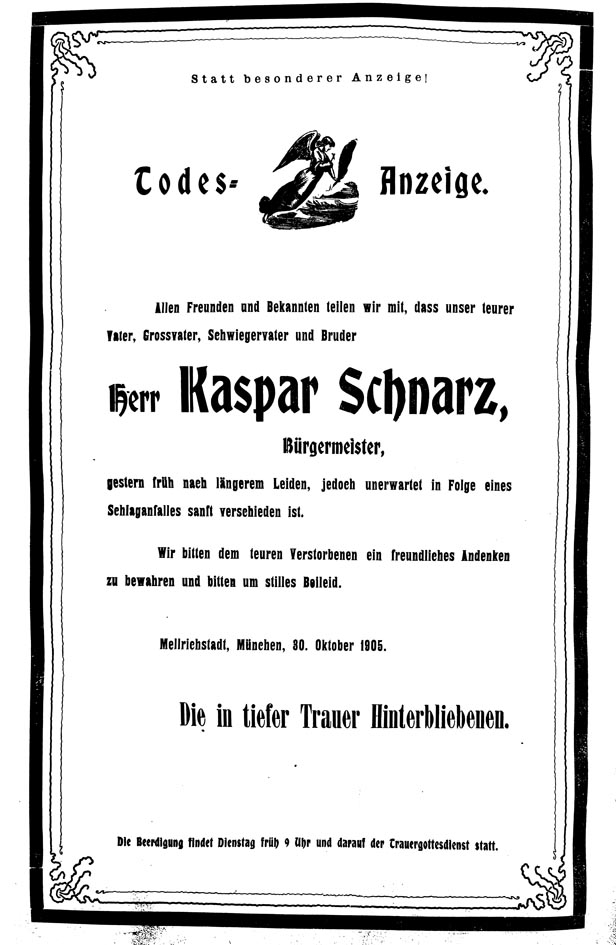
Traueranzeige von Kaspar Schnarz

- Thaddäus Sterzinger (Januar 1906 – April 1917)
- Heinrich Kraus (April 1917 – Juni 1919)
- Ludwig Heuring (Juni 1919 – Juli 1927)
- Johann Wiedler (Juli 1927 – April 1933)
- Hermann Recknagel (April 1933 – September 1935)
- Heinrich Karl (September 1935 – Dezember 1935)
- Alfons Halbig (19. Dezember 1935[17] – 25. Mai 1945)
- Notar Dr. Nobis (tageweise Frühjahr 1945)
- Oskar Will (Juli 1945 – September 1947)
- Oskar Schreiner (November 1947 – Juni 1948)
- Alfons Halbig (Juni 1948 – Juni 1970)
- Oskar Herbig (September 1970 – 1994)
- Helmut Will (1994 – August 2006)
- Eberhard Streit (August 2006 – Mai 2020)
- Michael Kraus (seit Mai 2020)

### Gemeindefinanzen
Im Jahr 2013 betrugen die Gemeindesteuereinnahmen 6.304.000 Euro, davon waren 3.120.000 Euro Gewerbesteuereinnahmen (netto).

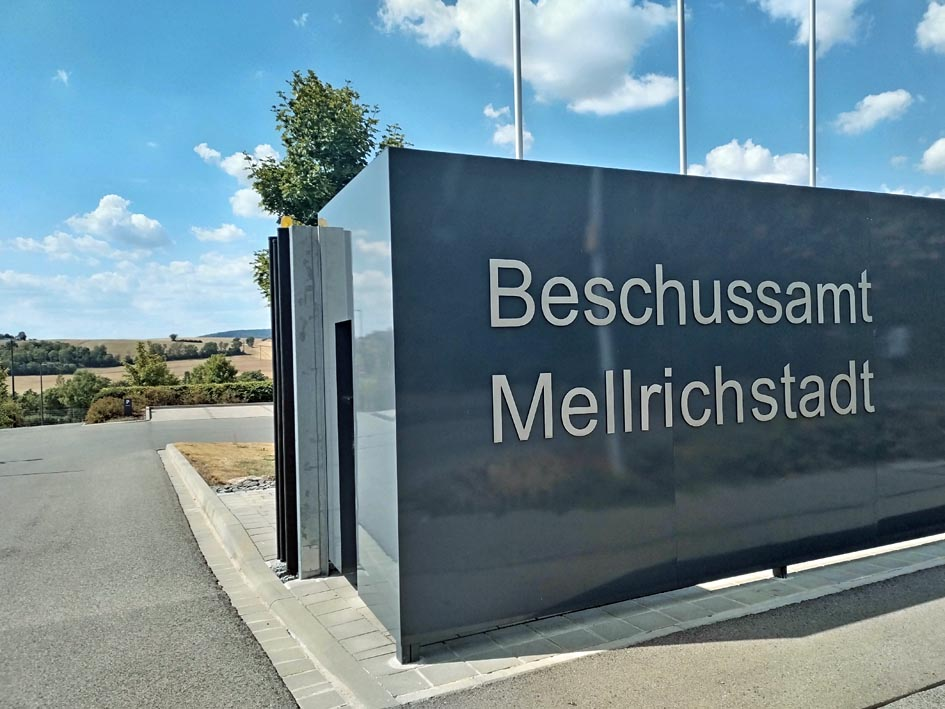
Beschussamt Mellrichstadt

## Ämter und Behörden
- In Mellrichstadt befindet sich eine der drei Kfz-Zulassungsstellen des Landkreises Rhön-Grabfeld.
- Mellrichstadt ist einer von fünf Standorten bundesdeutscher Beschussämter.
- Seit dem 30. September 1954 ist das THW mit einem Ortsverband in Mellrichstadt vertreten.[18][19]
- Mit Wirkung vom 8. Januar 2015 ist Mellrichstadt Sitz der bayerischen Gebührenabrechnungsstelle für Aussiedler und Asylbewerber.[20]
- In Mellrichstadt befindet sich mit dem Grundbuchamt eine Außenstelle des Amtsgerichts Bad Neustadt.[21]

## Wappen
| Wappen von Mellrichstadt | Blasonierung: „In Rot über einer silbernen Zinnenmauer die Choransicht einer silbernen Kirche mit zwei Türmen und Apsis, alle mit blauen Dächern und goldenen Kreuzen.“ |
| Wappen von Mellrichstadt | Wappenführung seit 13. Jahrhundert |

## Wirtschaft und Infrastruktur

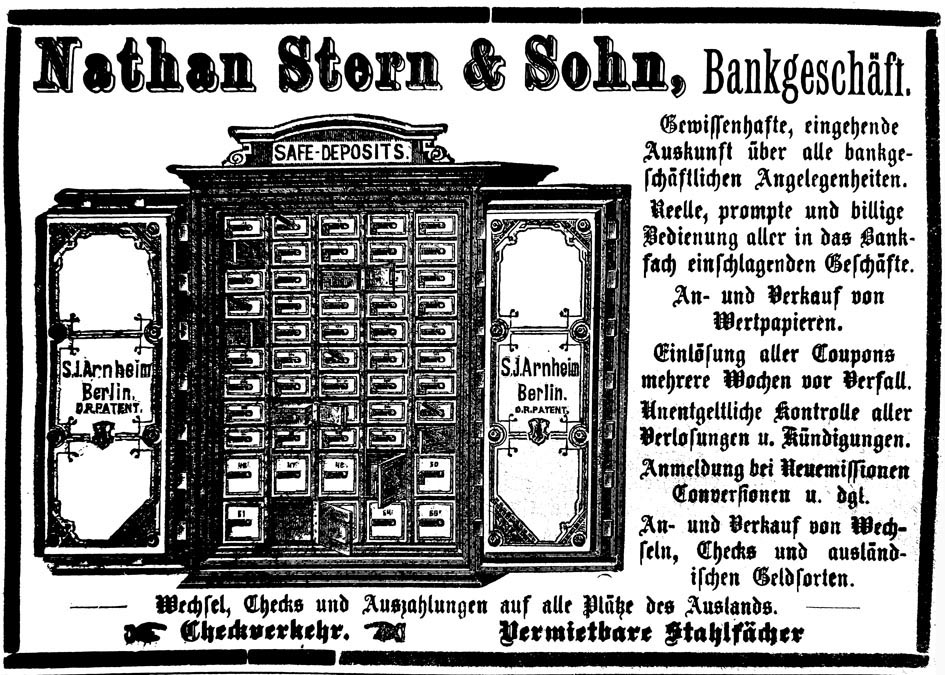
Anzeige des Bankhauses Nathan Stern von 1905

### Wirtschaft
Es gab 2013 nach der amtlichen Statistik im Bereich der Land- und Forstwirtschaft 12, im produzierenden Gewerbe 20818 und im Bereich Handel, Verkehr und Gastgewerbe 475 sozialversicherungspflichtig Beschäftigte am Arbeitsort. In sonstigen Wirtschaftsbereichen waren am Arbeitsort 761 Personen sozialversicherungspflichtig beschäftigt. Sozialversicherungspflichtig Beschäftigte am Wohnort gab es insgesamt 1976. Im verarbeitenden Gewerbe gab es neun Betriebe, im Bauhauptgewerbe vier Betriebe. Im Jahr 2010 bestanden zudem 94 landwirtschaftliche Betriebe mit einer landwirtschaftlich genutzten Fläche von 4106 Hektar, davon waren 3600 Hektar Ackerfläche und 500 Hektar Dauergrünfläche. Bekanntheit unter den Unternehmen aus Mellrichstadt genießen der Druckluftwaffenhersteller Weihrauch & Weihrauch sowie der Kugellager- und Getriebeteileproduzent Reich GmbH.

### Verkehr

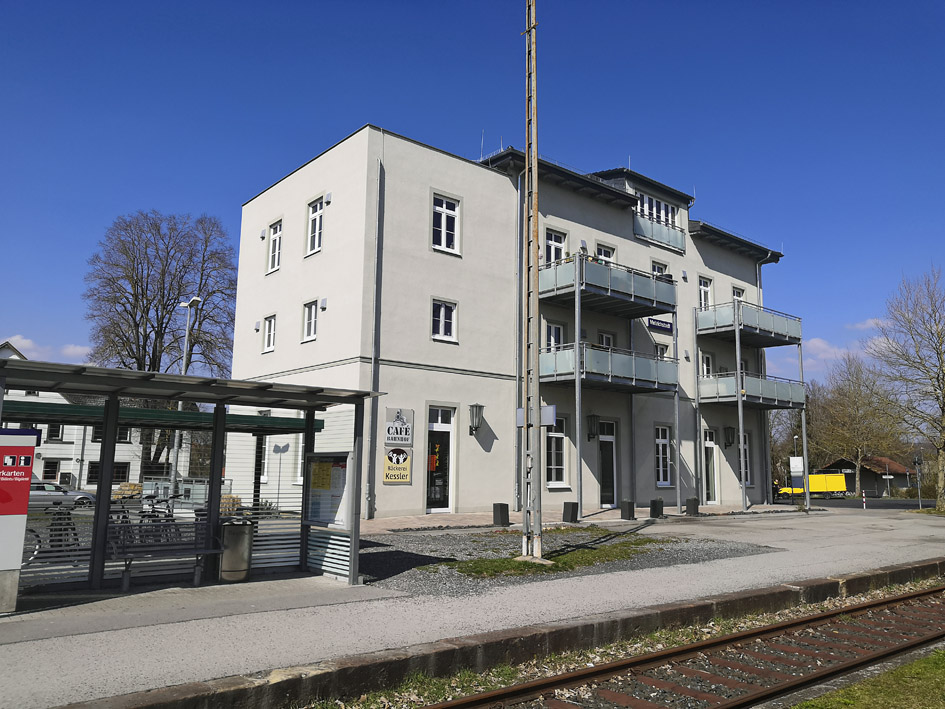
Bahnhofsgebäude Mellrichstadt

Infrastrukturell liegt Mellrichstadt nahe an der A 71 und ist über die Anschlussstelle Mellrichstadt in drei Kilometer Entfernung zu erreichen. Durch Mellrichstadt führt die Staatsstraße 2445 (vormals B 19) (Meiningen–Mellrichstadt–Bad Neustadt–Münnerstadt). Weiterhin ist Mellrichstadt Ausgangspunkt der B 285, die von hier über Ostheim, Fladungen, Kaltennordheim und Dermbach nach Bad Salzungen führt.

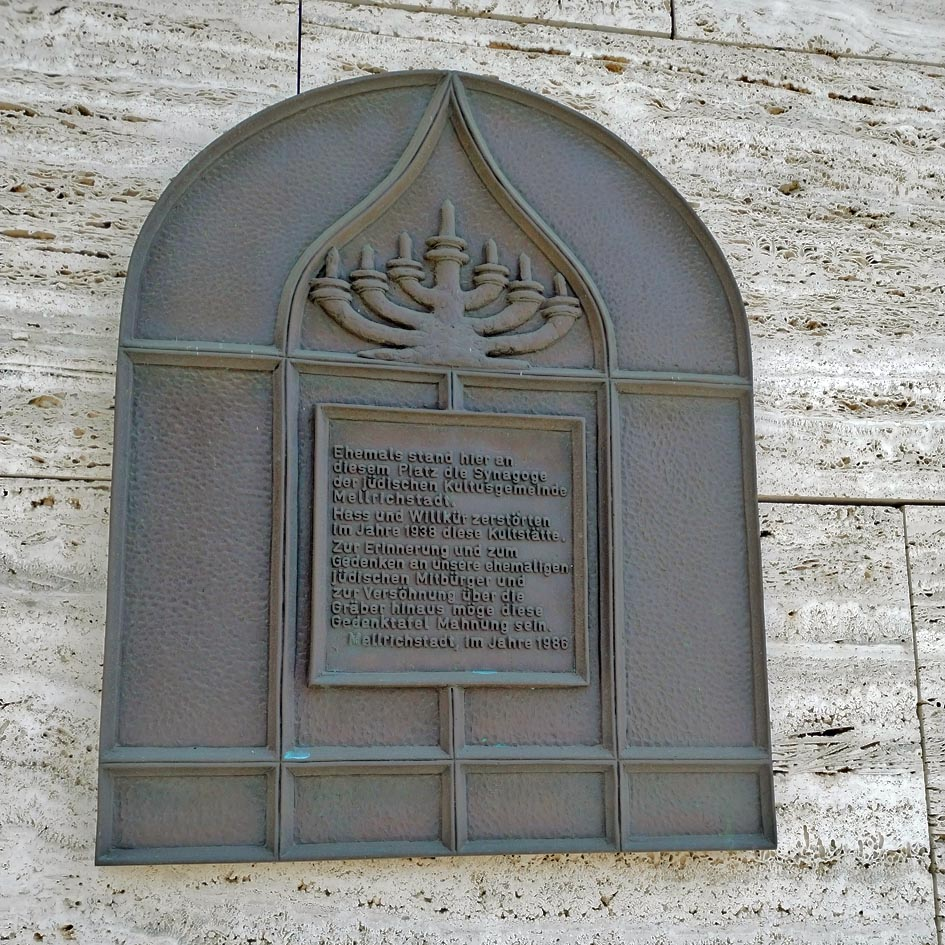
Gedenktafel jüdische Synagoge Mellrichstadt

Die Stadt ist mit der Station Mellrichstadt Bahnhof an das Schienennetz der Deutschen Bahn angeschlossen. Züge verkehren stündlich zwischen 5:00 und 23:00 Uhr in Richtung Würzburg und Erfurt. An der Streutalbahn, welche seit 1976 ohne regelmäßigen Personenverkehr ist, lag außerdem der Haltepunkt Mellrichstadt Stadt. Unter dem Namen Rhön-Zügle fahren saisonal Museumszüge, ohne hier zu halten.
Neben diversen Regionalbuslinien der Omnibusverkehr Franken (OVF) (DB Frankenbus) wird auch eine Stadtlinie an Werktagen im 60/90-Minuten-Takt angeboten. Betrieben wird diese im Rahmen einer Kooperation OVF/Omnibusservice Mellrichstadt.

### Bildung und Medien
Es gibt folgende Einrichtungen:

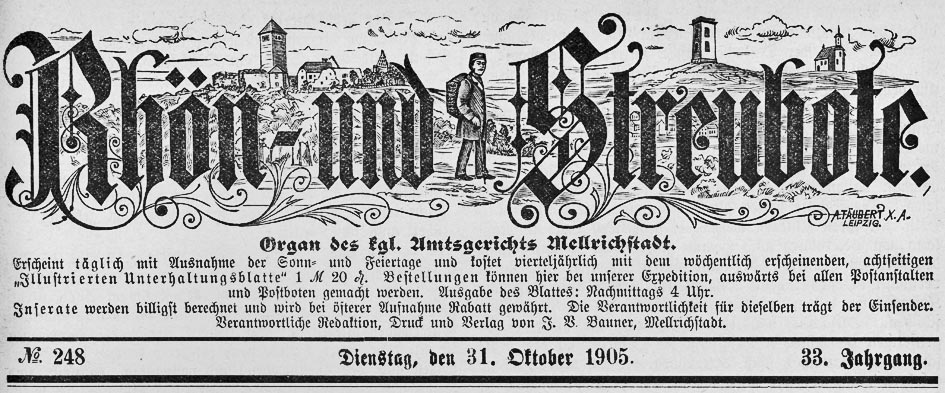
Titelleiste des „Rhön- und Streuboten“ von 1905

- 333 Kindergartenplätze mit 250 Kindern (Stand: 2014)
- Malbach-Grundschule Mellrichstadt mit 16 Lehrkräften
- Udo-Lindenberg-Mittelschule mit knapp 400 Schülern in 20 Klassen
- Ignaz-Reder-Realschule mit 28 Lehrern und 504 Schülern (Stand 2009)
- Martin-Pollich-Gymnasium, mathematisch-naturwissenschaftlicher und musischer Zweig mit 56 Lehrern und 470 Schülern[23]
- Eine Außenstelle der Jakob-Preh-Schule, staatliche Berufsschule Bad Neustadt an der Saale, mit 1343 Schülern[24]
- Volkshochschule Rhön-Grabfeld
- Stadtbücherei
- Stadtarchiv Mellrichstadt
- Rhön- und Streubote

## Sehenswürdigkeiten und Denkmäler

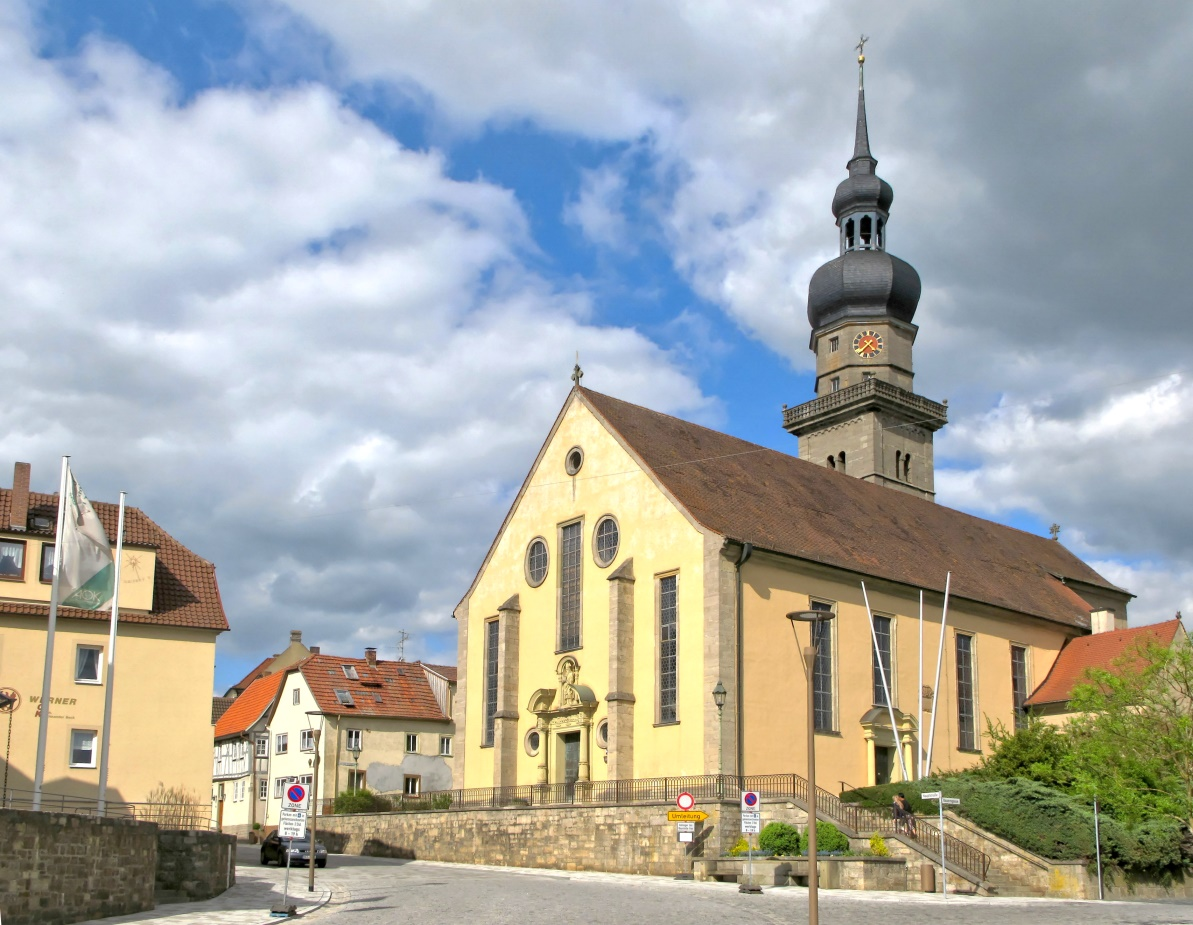
Stadtpfarrkirche St. Kilian

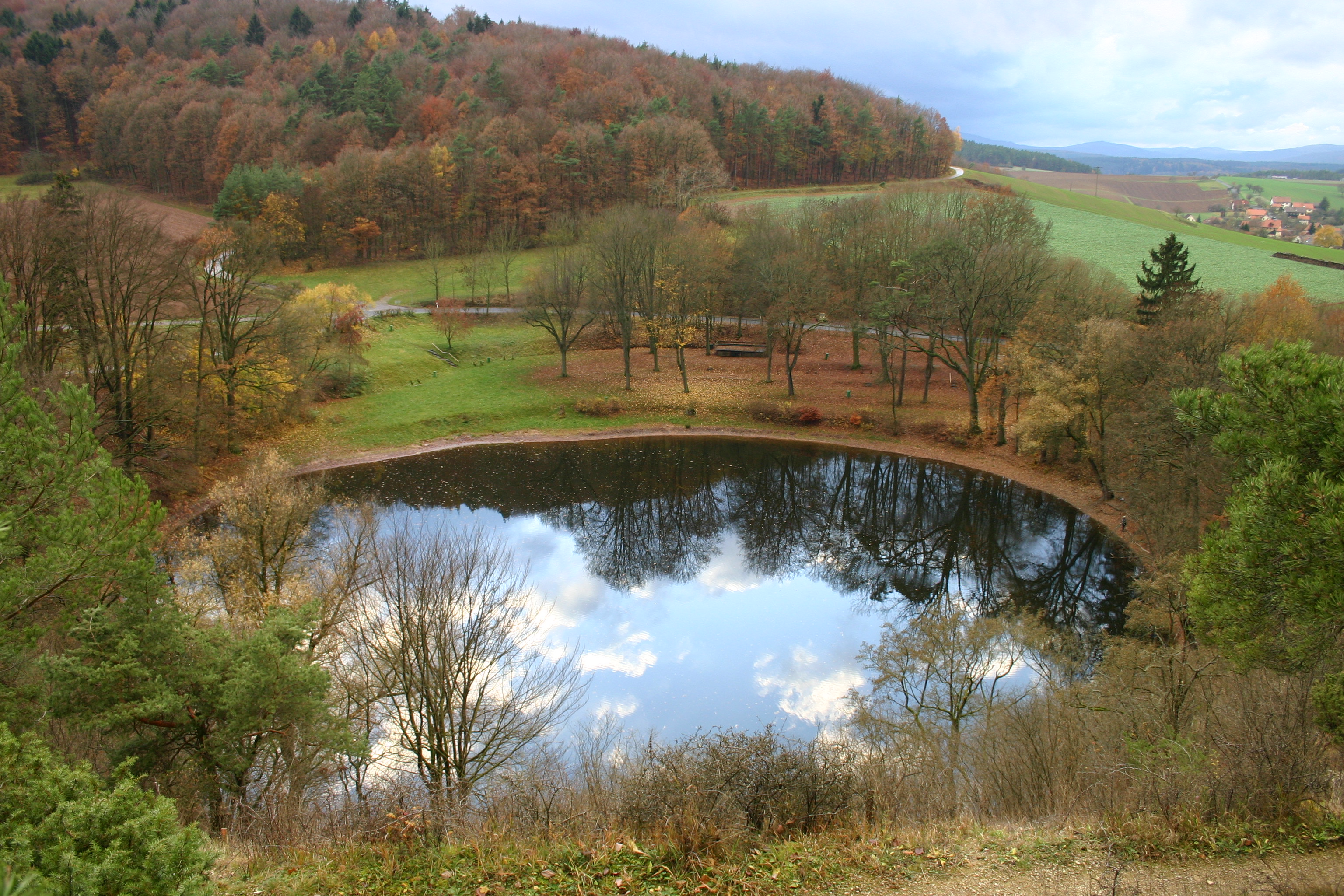
Frickenhäuser See

### Sehenswürdigkeiten
- Stadtpfarrkirche St. Kilian
- Kapelle St. Anna
- Kapelle St. Sebastian
- Kreuzkapelle
- Kapelle Liebe Frau vom Großenberg
- Historische Stadtmauer
- Mittelalterliches Badehaus
- Fronhof
- Wüstung Ellenbach
- Steinmühle
- Eichersmühle
- Seemühle
- Burgmühle
- Streumühle
- Aumühle
- Suhlesturm, Bürgerturm, Galgenturm
- Wasserschloss Roßrieth

### Naturdenkmäler
- Frickenhäuser See (Frickenhausen)

## Museen, Veranstaltungen und Freizeit

### Museen
- Heimatmuseum Mellrichstadt im Salzhaus[25][26]
- Schloss Wolzogen in Mühlfeld[27][28]
- Kreisgalerie Mellrichstadt[29][30]
- Grenzübergang Eußenhausen/Meiningen und Skulpturenpark Deutsche Einheit[31]
- Dokumentationszentrum Hainbergkaserne[32][33][34]

### Veranstaltungen
- Welt-Dia-Vision (Anfang November)
- Erlebnisnacht (Ende Oktober)
- Hallenbadenacht (Anfang November)
- Historischer Weihnachtsmarkt (am Wochenende zum dritten Advent)
- Stadtfest (im Sommer)
- Kulturimpulse (AM und VHS)
- Bikeweekend am ersten Aprilwochenende (Start der Motorradsaison)
- Hocke'se oder Stehn'se, gemütliches abendliches Beisammensein bei z. B. Bratwurst und Bier, an unterschiedlichsten Orten in Mellrichstadt, um die aktuellen Baustellen und Umbaumaßnahmen unter die Lupe nehmen zu können bzw. um die Gemeinschaft zu fördern (meist einmal im Monat).
- 24-Stunden-Schwimmen (alle zwei Jahre)
- Faschingsumzug durch Mellrichstadt (am Sonntag vor dem Rosenmontag)
- MET-Theater (mehrmals im Jahr)

- Gettingtough – Beat the summer

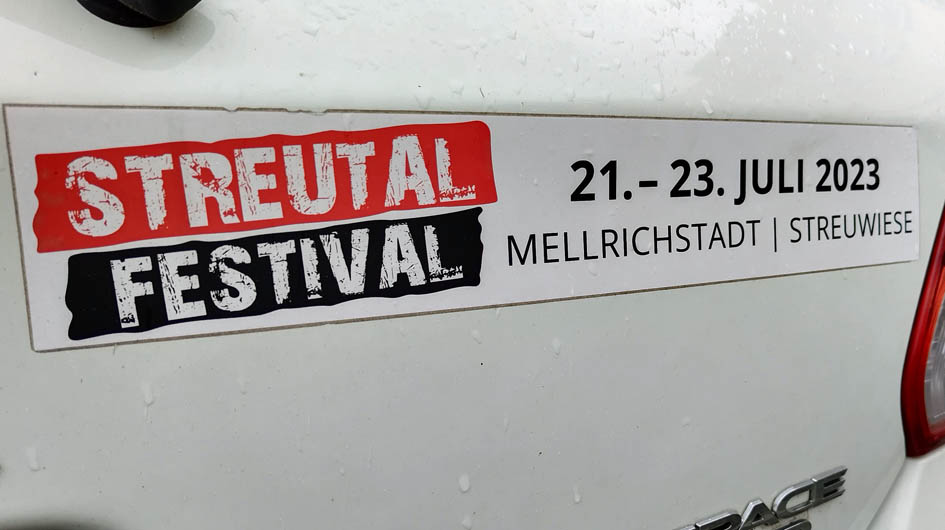
Streutalfestival als Autoaufkleber

- Traditionelle Maibaumaufstellung durch die Jungbauern Mellrichstadt e. V. (jährlich am 30. April)
- Seefest mit Feuerwerk am Frickenhäuser See im Juli
- Streutalfestival

### Freizeitmöglichkeiten
Mellrichstadt und das umliegende Streutal bieten eine Vielzahl an Wander- und Radwegen, darunter befindet sich der Main-Werra-Radweg. Unweit der Innenstadt befindet sich die Naherholungsanlage Kirschgarten mit weiten Rasenflächen und einem Kneipp-Becken. Das städtische- und Wellenfreibad ist ganzjährig geöffnet, eine weitere Bademöglichkeit besteht am Frickenhäuser See. Weitere Sport- und Freizeitstätten sind vorhanden. Mellrichstadt bietet des Weiteren Vereine wie den Turn- und Sportverein (TSV) Mellrichstadt mit zirka zehn Sparten, einen Tennisclub mit vier Freiplätzen und zwei Hallenplätzen, Tischtennis-, Badminton-, Ju-Jutsu- und Schützenvereine, Obst- und Gartenbauverein, Kapellen, Chöre und Gesangsvereine, einen Kleintierzüchterverein, einen Angelclub, Wasserwacht, Freiwillige Feuerwehren, Pfadfinder usw. Am Bischofsberg befindet sich das Segelfluggelände Bischofsberg, das von der Flugsportvereinigung Mellrichstadt e. V. betrieben wird.

## Persönlichkeiten

### Söhne und Töchter der Stadt
- Heinrich Stercker (um 1430–1483), Humanist, Diplomat und kursächsischer gelehrter Rat
- Martin Pollich (um 1452–1513), Philosoph, Mediziner und Theologe, Gründungsrektor der Universität Wittenberg
- Lorenz von Bibra (1459–1519), Dompropst, Würzburger Fürstbischof, Berater von Maximilian I.
- Kilian Reuter (vor 1480–1516), Humanist und Dramatiker, Dekan der philosophischen Fakultät der Universität Wittenberg
- Caspar Faber, auch: Gasparus Faber, Farinopolitanus („Mehlrichstädter“) (um 1515–1575), evangelisch-lutherischer Prediger und Autor geistlicher Schriften und Lieder
- Andreas Mergilet (1539–1606), Theologe, poeta laureatus
- Paul Melissus (1539–1602), humanistischer neulateinischer Schriftsteller und Komponist
- Johannes V. Krug (um 1555–1613), Benediktinerabt des Klosters Münsterschwarzach
- Eucharius Sang (um 1556–1620), Weihbischof, Universitätsrektor und Schriftsteller
- Johannes VI. Martin (1573–1628), Benediktinerabt des Klosters Münsterschwarzach
- Bernhard Krieg (1668–1729), Abt der Benediktinerabtei Neustadt am Main
- Sigismund Büttner (1691–1742), Augustinerpater, Philosoph und Theologe
- Johann Kilian Benckgraff (1708–1753), Arkanist
- Ignaz Reder (1746–1796), Arzt und Widerstandskämpfer gegen die Franzosen
- Maria Franzisca von Heppenstein (1748–1805), Dame der Münchner Gesellschaft, Mutter Fanny von Ickstatts
- Hugo Barthelme (1822–1895), Historienmaler und Freskant
- Heinrich Ritter von Reder (1824–1909), bayerischer Offizier, Dichter und Landschaftsmaler
- Fritz Thelemann (1833–1898), Verwaltungsjurist
- Franziska Streitel (1844–1911), Die „Dienerin Gottes“ aus Franken, Gründerin des Ordens der Schwestern von der Schmerzhaften Mutter
- Franz Reder-Broili (1854–1918), Kunstmaler
- Vinzenz Fuchs (1888–1968), Theologe, Dompropst, Hochschullehrer, Apostolischer Protonotar
- Karl Haaf (1897–1969), Metzgermeister und Politiker (CSU), Mitglied des Bayerischen Landtages
- Georg Trost (1906–1968), Lehrer und Mundartdichter
- Werner Wittstadt (1907–1956), Physikochemiker, Hochschullehrer
- Rudolf Hanauer (1908–1992), Politiker (CSU), von 1960 bis 1978 Präsident des Bayerischen Landtages
- Friedrich Hofmann (1910–1998), evangelischer Theologe, Hymnologe und Kirchenmusiker
- Max Fritz (1921–1980), Komponist und Organist
- Karl Groenen (1939–2025), Landwirt und Politiker (CSU), von 1979 bis 1999 Mitglied des Bayerischen Senats
- Wilhelm Heinz Schröder (* 1946), Historiker, Professor für Neuere Geschichte an der Universität zu Köln
- Karl Eugen Bauner (* 1947), Jurist, ehemaliger Richter am Bundesgerichtshof
- Wolfgang Riedel (* 1952), Literaturwissenschaftler, Hochschullehrer an der Julius-Maximilians-Universität Würzburg, seit 2011 ordentliches Mitglied der Bayerischen Akademie der Wissenschaften
- Bernd Weiß (* 1968), Politiker (CSU), ehemaliges Mitglied des Bayerischen Landtags, ehemaliger Staatssekretär im Bayerischen Staatsministerium des Innern
- Christiane Mühlfeld (* 1968), Journalistin und Autorin von Kriminalromanen unter dem Pseudonym Anna Kalman
- Tobias Rausch (* 1990), Politiker (AfD), Abgeordneter und stellvertretender Fraktionsvorsitzender im Landtag von Sachsen-Anhalt

### Persönlichkeiten, die mit Mellrichstadt in Verbindung stehen
- Karl Gotthelf von Hund und Altengrotkau (1722–1776), Gründer und Förderer der Strikten Observanz in Deutschland, beigesetzt in der Stadtpfarrkirche St. Kilian
- Franz Gallus Sündermahler (1755–1840), Jurist und Beamter
- Anton Tretter (1866–1939), Fotograf, Türmer und städtischer Musikmeister
- Elisabeth Andrae (1876–1945), Malerin
- Friedrich Unger (1881–1947), Jurist und Landrat
- Serge Otzoup (1886–1974), Berufsoffizier, Kaufmann, Filmproduzent und -produktionsleiter, Aufsichtsratsmitglied der Rhön-Bank A. G. Mellrichstadt
- Gustav von Vaerst (1894–1975), Offizier, General der Panzertruppe im Zweiten Weltkrieg
- Walther Stepp (1898–1972), Jurist, Polizeibeamter und SS-Führer, Amtsrichter in Mellrichstadt
- Alfred Hauser (1907–1981), Landrat des Landkreises Mellrichstadt, Bundesverdienstkreuzträger
- Hermann Neels (1913–2002), Geologe, Mineraloge, Sozialreferent der Flüchtlingskommission am Landratsamt Mellrichstadt
- Alex Hösl (1919–1977), Politiker (CSU), MdB, stellvertretender Landrat des Kreises Mellrichstadt
- Lore Neugebauer (1928–1994), Politikerin (SPD), MdEP, Stadträtin in Mellrichstadt
- Max Asam (1936–2015), Brigadegeneral der Bundeswehr, stellvertretender Bataillonskommandeur in der Hainberg-Kaserne Mellrichstadt
- Heinrich Wagner (1945–2024), Historiker, Lehrer am Martin-Pollich-Gymnasium Mellrichstadt
- Thomas Habermann (* 1956), Jurist und Kommunalpolitiker (CSU), Richter in Mellrichstadt
- Catharina Clas (* 1982), Kinder- und Jugendbuchautorin
- Markus Stock (* ?), Musiker und Musikproduzent, Inhaber des Tonstudios Klangschmiede Studio E in Mellrichstadt

## Varia
- Im Jahr 2006 führte die Strecke der Deutschland Tour durch den Ortskern der Stadt.
- Im Jahr 2015 war Mellrichstadt der Zielort der 26. BR-Radltour. Beim Abschlussfest auf der Streuwiese trat unter anderem die Spider Murphy Gang auf.
- Die Mittelschule in Mellrichstadt trägt seit Juni 2017 als erste Schule Deutschlands offiziell den Namen Udo-Lindenberg-Schule: Udo Lindenberg stehe seit Jahrzehnten für Werte wie Toleranz, Respekt, Frieden und eine bunte Gesellschaft – Werte, die den Schülern vermittelt werden sollen.[35][36]